# Волошина, Ольга Дмитриевна
Ольга Дмитриевна Волошина (родилась 26 августа 1998 года в Москве) — российская футболистка, полузащитник.

## Карьера
Воспитанница спортивной школы «Чертаново». Первый тренер — Кучер Татьяна Евгеньевна. Кандидат в мастера спорта России (КМС). Выступает на позициях центрального защитника и опорника.

### Клубная
Дебют за основной состав «Чертаново» состоялся 2 мая 2015 года в матче чемпионата России против «Звезды-2005», выйдя на замену на 78-й минуте вместо Алёны Андреевой. 30 мая 2015 года впервые вышла в стартовом составе в матче против «Кубаночки» и была заменена на 46-й минуте матча.
Начало чемпионата России по футболу 2016 пропустила из-за болей в ноге, которая не давала работать в полную силу на тренировках. Провела первый матч в сезоне в 5 туре чемпионата России 12 июня 2016 года против Россиянки, выйдя на замену на 90-й минуте матча вместо Надежды Карповой.
В составе «Чертаново» становилась финалисткой Кубка России 2017 года и серебряным призёром чемпионата 2018 года.

### В сборной
За юниорскую сборную России дебютировала 6 августа 2013 года в матче первого отборочного раунда Чемпионата Европы со сборной Турции и стала автором единственного гола в матче на 44-й минуте, и была заменена на 78-й минуте Шведовой Анастасией.
За молодежную сборную России дебютировала 15 сентября 2015 года в матче первого отборочного раунда Чемпионата Европы против Болгарии. Свой первый гол за молодежную сборную России забила 8 сентября[уточнить] в матче первого отборочного раунда Чемпионата Европы против Израиля на 85-й минуте матча с пенальти и сравняла счёт в матче.
Всего за сборные младших возрастов сыграла более 40 матчей.

## Достижения
- Бронзовый призёр Первенства России по футболу среди женских команд первой лиги 2016 год в составе «Чертаново-2»
- Бронзовый призёр Высшей лиги чемпионат России 2017